# Суховоля (Замойський повіт)
Суховоля (пол. Suchowola) — село в Польщі, у гміні Адамів Замойського повіту Люблінського воєводства. Населення — 1005 осіб (2011).

## Історія
1564 року вперше згадується православна церква в селі.
За даними етнографічної експедиції 1869—1870 років під керівництвом Павла Чубинського, у селі переважно проживали польськомовні римо-католики, меншою мірою — українськомовні греко-католики.
У міжвоєнні 1918—1939 роки польська влада в рамках великої акції закриття та руйнування українських храмів на Холмщині і Підляшші перетворила місцеву православну церкву на римо-католицький костел.
За німецької окупації 1939—1944 років в Суховолі та Потічку діяла українська школа.
У 1975—1998 роках село належало до Замойського воєводства.

## Населення
Демографічна структура станом на 31 березня 2011 року:
|          | Загалом | Допрацездатний вік | Працездатний вік | Постпрацездатний вік |
| -------- | ------- | ------------------ | ---------------- | -------------------- |
| Чоловіки | 510     | 116                | 329              | 65                   |
| Жінки    | 495     | 95                 | 263              | 137                  |
| Разом    | 1005    | 211                | 592              | 202                  |